# Вильре (Эна)
Вильре́ (фр. Villeret) — коммуна во Франции, находится в регионе Пикардия. Департамент коммуны — Эна. Входит в состав кантона Боэн-ан-Вермандуа. Округ коммуны — Сен-Кантен.
Код INSEE коммуны — 02808.

## Население
Население коммуны на 2010 год составляло 314 человек.
| 1962 | 1968 | 1975 | 1982 | 1990 | 1999 | 2010 |
| ---- | ---- | ---- | ---- | ---- | ---- | ---- |
| 413  | 390  | 323  | 291  | 293  | 311  | 314  |

## Экономика
В 2010 году среди 198 человек трудоспособного возраста (15—64 лет) 152 были экономически активными, 46 — неактивными (показатель активности — 76,8 %, в 1999 году было 71,5 %). Из 152 активных жителей работали 120 человек (74 мужчины и 46 женщин), безработных было 32 (10 мужчин и 22 женщины). Среди 46 неактивных 11 человек были учениками или студентами, 11 — пенсионерами, 24 были неактивными по другим причинам.